# Debrecen (nádraží)
Debrecen je železniční stanice v maďarském městě Debrecín, které se nachází v župě Hajdú-Bihar. Stanice byla otevřena v roce 1857, kdy byla zprovozněna trať mezi Szolnokem a Debrecínem.

## Historie
Stanice byla otevřena roku 1857, kdy byla zprovozněna trať Szolnok–Debrecín.
Během let byly ze stanice postaveny tratě na Záhony, Füzesabony, Mátészalku a Nagykereki.
Během druhé světové války byla stanice kompletně zničená, a tak v roce 1961 byla postavena nová staniční budova, která funguje dodnes.

## Provozní informace
Stanice má celkem 5 nástupišť a 9 nástupních hran. Ve stanici je možnost zakoupení si jízdenky a je elektrizovaná střídavým proudem 25 kV, 50 Hz. Provozuje ji společnost MÁV.

## Doprava
Stanice je hlavním nádražím ve městě. Zastavuje zde pár mezinárodních vlaků do Mukačeva, Vídně a Satu Mare. Dále zde jezdí několik vnitrostátních vlaků InterCity na trase Budapešť–Nyíregyháza–Záhony či zde zastavují okružní InterCity (maďarsky Kör-IC) z Budapest-Nyugati pu. přes Szolnok, Debrecín, Nyíregyházu, Miškovec do Budapest-Keleti pu. Osobní vlaky odsud jezdí do Budapešti, Záhony, Tiszalöku, Nagykereki, Mátészalky, Füzesabony a Fehérgyarmatu.

## Tratě
Stanicí procházejí tyto tratě:
- Szolnok–Debrecín–Záhony (MÁV 100)
- Debrecín–Nyírábrány (MÁV 105)
- Debrecín–Sáránd–Nagykereki (MÁV 106)
- Debrecín–Sáránd–Létavértes (MÁV 107)  (bez dopravy v úseku Sáránd–Létavértes)
- Debrecín–Tiszafüred–Füzesabony (MÁV 108)
- Debrecín–Tócóvölgy–Tiszalök (MÁV 109)
- Debrecín–Apafa–Mátészalka (MÁV 110)

## Galerie

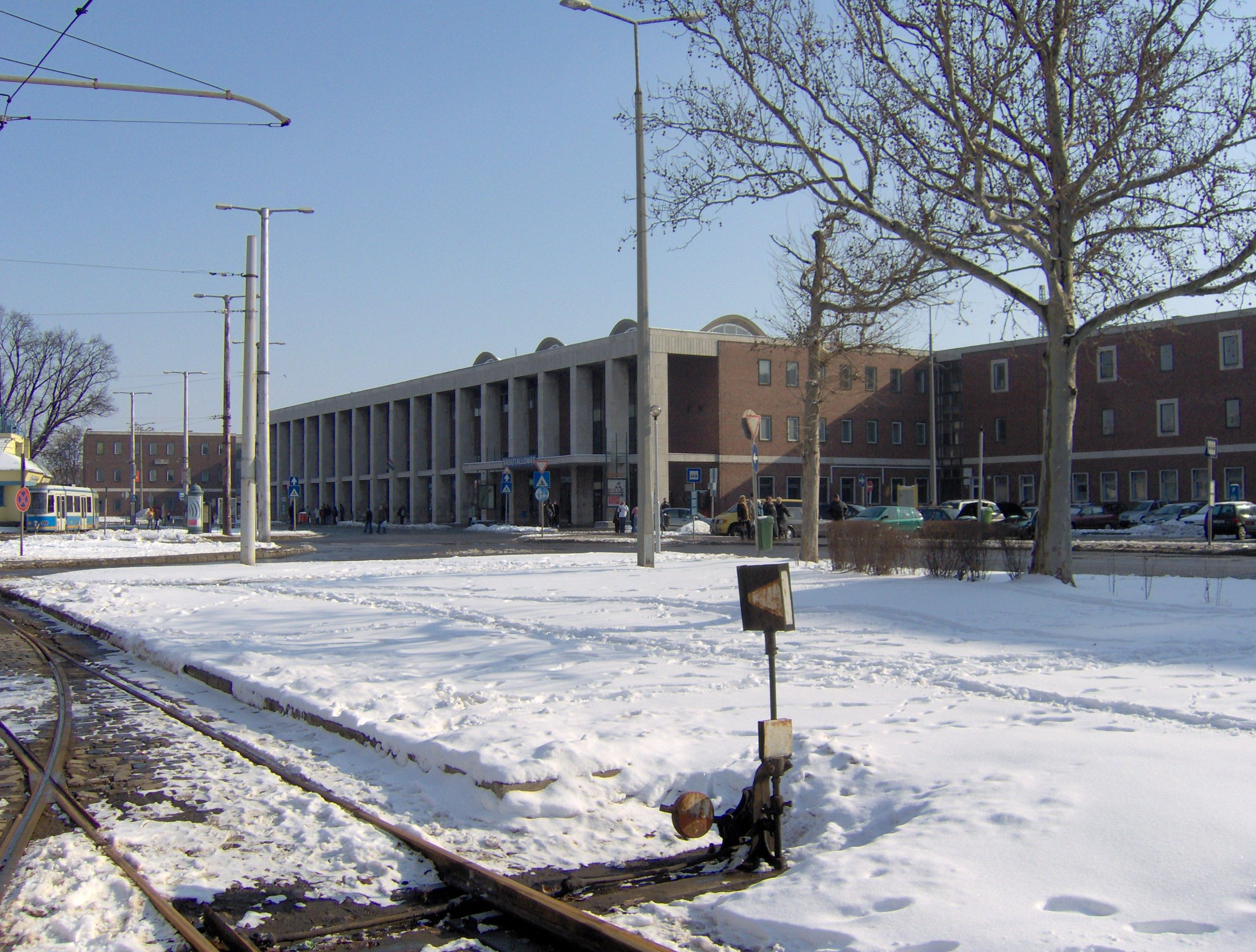
Staniční budova
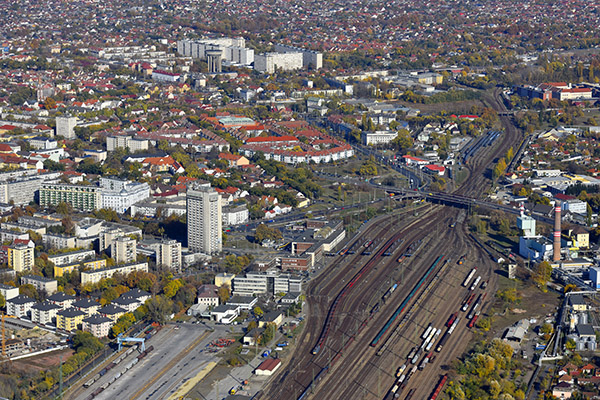
Celkový pohled na stanici
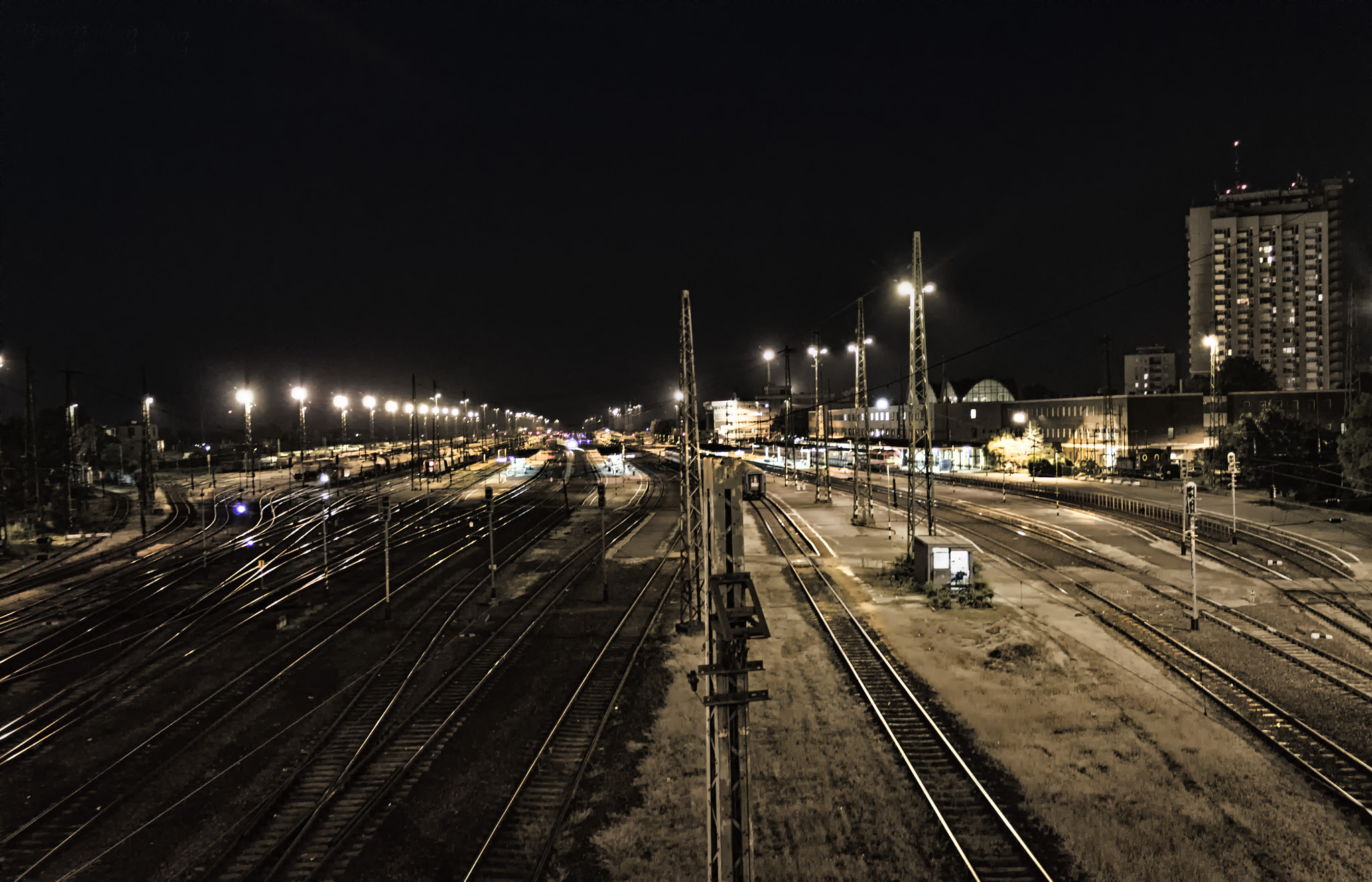
Stanice v noci
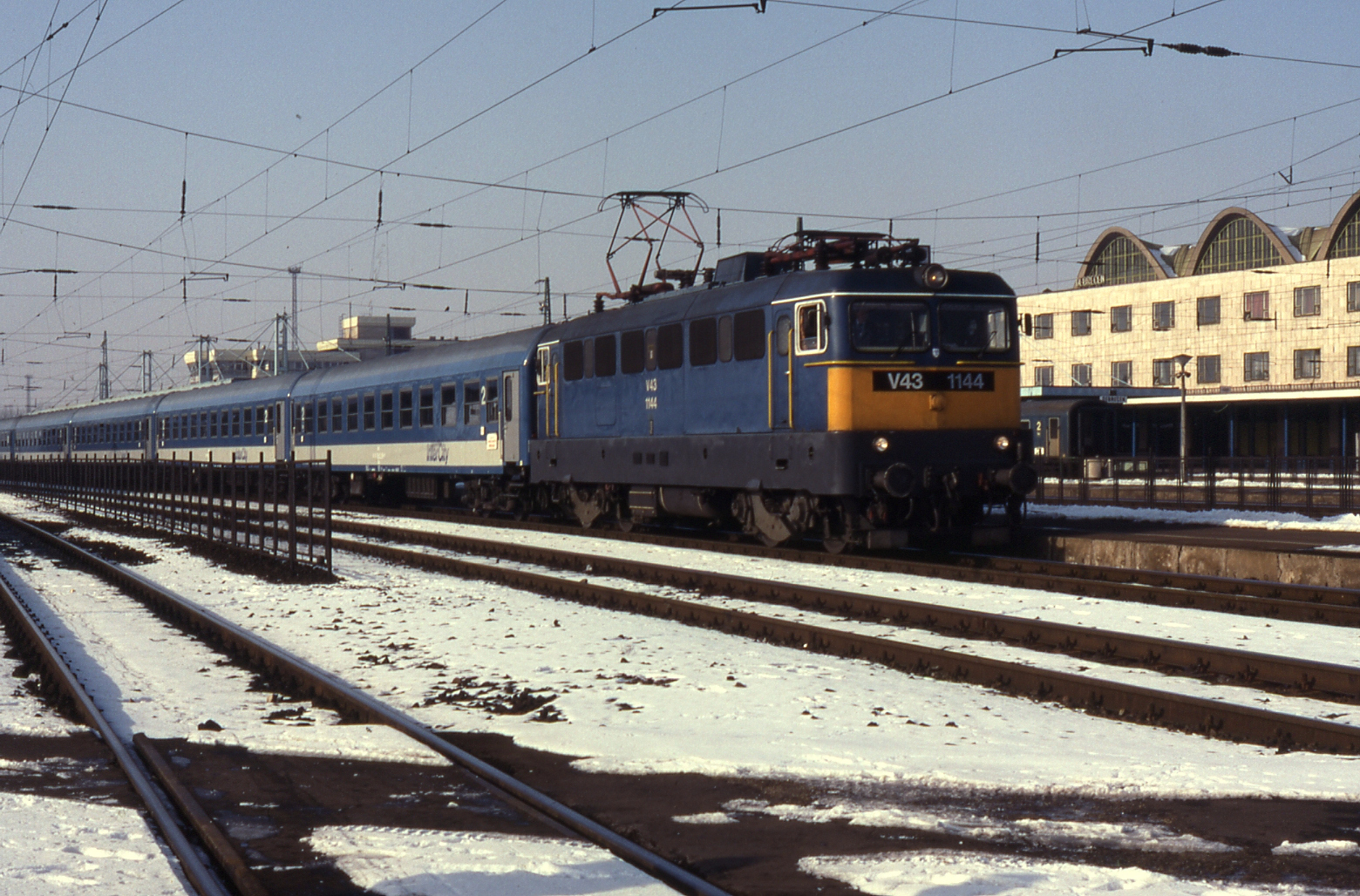
Vlak InterCity ve stanici
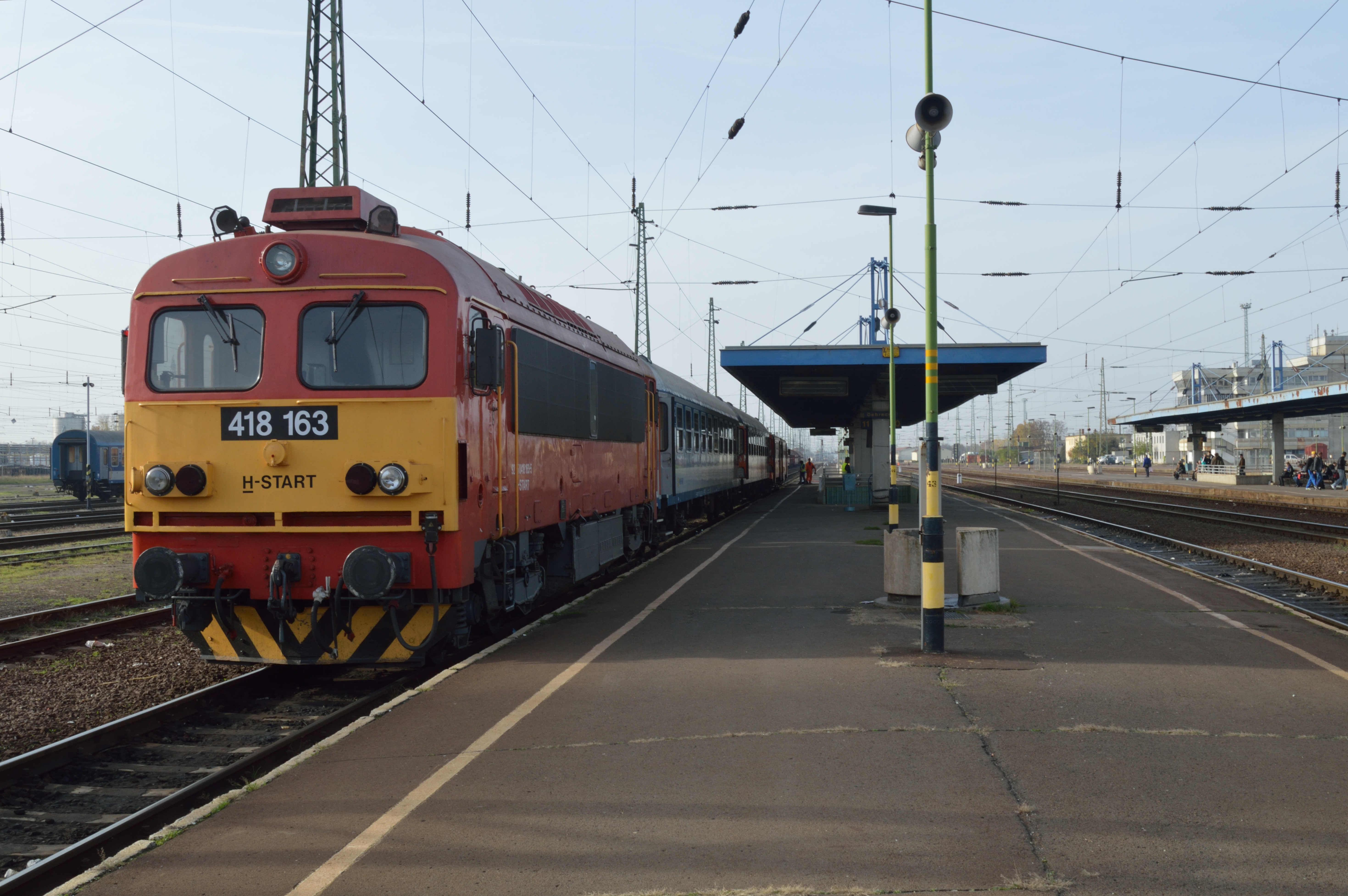
Osobní vlak s lokomotivou M41 ve stanici
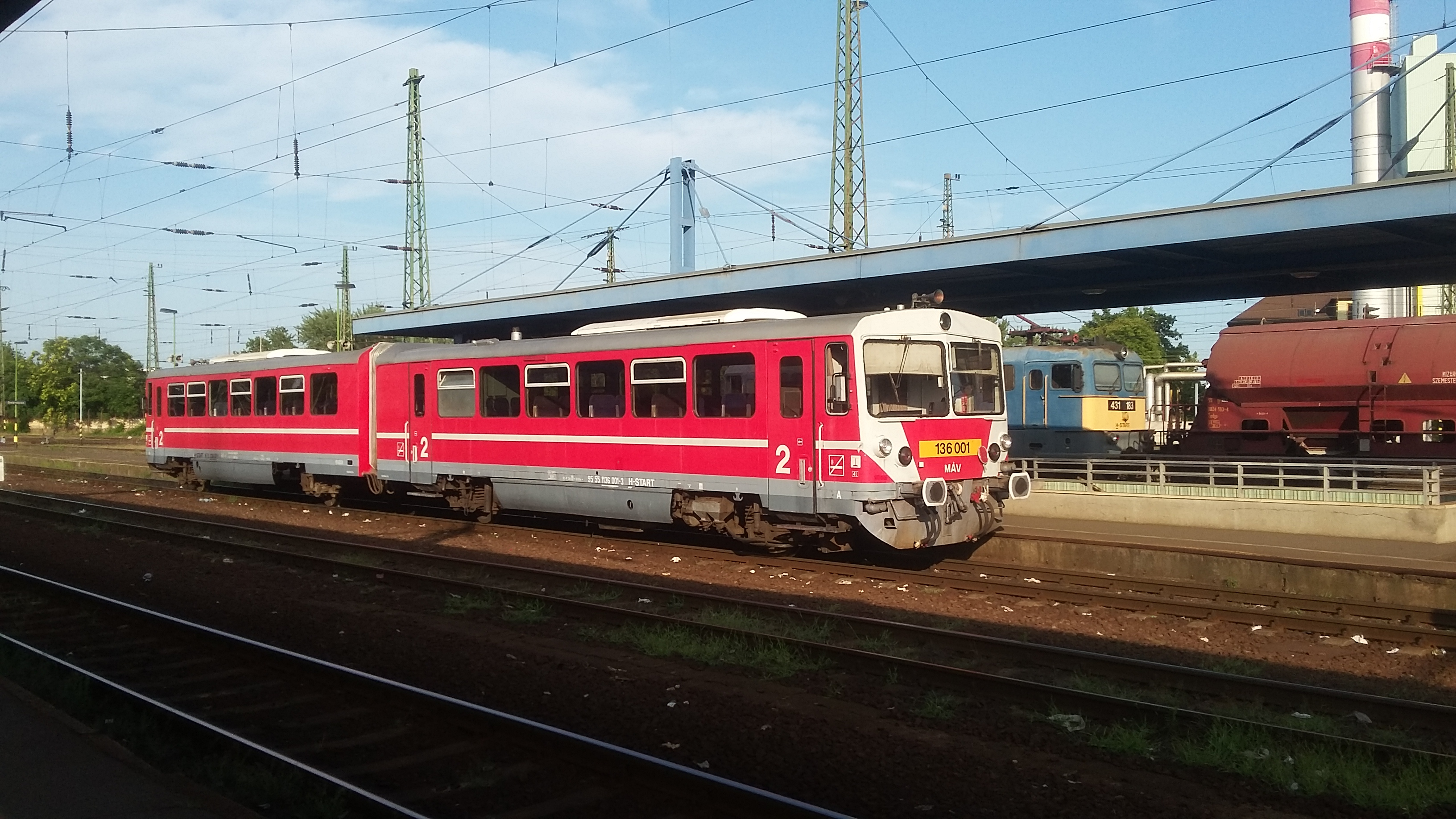
Osobní vlak ve stanici